# Day of the Tentacle
Day of the Tentacle, également connu sous le nom de Maniac Mansion: Day of the Tentacle, est un jeu vidéo d'aventure graphique développé et publié par LucasArts en juin 1993 sur PC puis Macintosh. Le jeu est sorti à la fois sur disquettes et sur CD-ROM, et fait suite à Maniac Mansion sorti en 1987. Il suit les aventures de Bernard Bernoulli et de ses amis Hoagie et Laverne qui tentent d'empêcher le démoniaque Tentacule Pourpre de dominer le monde. Le joueur contrôle ses personnages grâce à une interface graphique en pointer-et-cliquer et doit résoudre des énigmes à travers différentes périodes de l'histoire pour avancer dans le jeu.

## Histoire
LucasArts confie le développement du jeu à Dave Grossman et Tim Schafer du fait de leur expérience sur le développement des premiers Monkey Island. Dans un premier temps, ils sont aidés par Ron Gilbert et Gary Winnick, les créateurs de Maniac Mansion, qui contribuent à l’écriture du scénario et avec qui ils décident l’idée de baser le jeu sur les voyages dans le temps. Pour simplifier le développement, ils choisissent de ne reprendre qu'une quantité limitée des éléments du premier épisode et suppriment par exemple la possibilité de sélectionner un personnage. Ils conservent en revanche les personnages qu’ils jugent les plus intéressants, dont Bernard et la famille Edison, et l’option de basculer entre les différents héros au cours du jeu. Pour l’aspect visuel et l’ambiance du jeu, ils s’inspirent notamment du travail de Tex Avery et de Chuck Jones sur les cartoons des Looney Tunes mais aussi de l'histoire des États-Unis. Le jeu est basé sur une version améliorée du moteur de jeu Script Creation Utility for Maniac Mansion, créé pour son prédécesseur, et est le premier jeu du studio à proposer un doublage des personnages interprétés par des acteurs.
À sa sortie, le jeu est unanimement salué par la presse spécialisée qui met notamment en avant ses graphismes inspirés des cartoons, sa bande son, l’inventivité de ses énigmes et son humour. Il est désigné « meilleur jeu d’aventure de l’année » par plusieurs magazines et reste depuis considéré comme un classique du genre. En 2015, le studio Double Fine Productions de Tim Schafer parvient à obtenir les droits sur la licence du jeu et développer une version remastérisée, publiée le 22 mars 2016 sur PlayStation 4, PlayStation Vita, Microsoft Windows, OS X et Linux. Celle-ci bénéficie de graphisme en haute définition, d'une bande son retravaillée et d'une nouvelle interface.

## Trame
Day of the Tentacle se déroule cinq ans après les événements de Maniac Mansion. Au début du jeu, le Tentacule Pourpre — un mutant créé par le savant fou Fred Edison — boit les substances toxiques qui émanent du laboratoire de son maître. Ces substances lui font pousser deux bras, développent son intelligence et le poussent à vouloir dominer le monde. Le docteur Fred Edison décide alors de tuer le Tentacule Pourpre et son ami, le Tentacule Vert, mais ce dernier envoie un message à son vieil ami Bernard Bernoulli pour lui demander de l'aide. Celui-ci se rend alors à la maison des Edison avec ses amis Laverne et Hoagie et libère les deux tentacules. Le Tentacule Pourpre en profite pour s’enfuir et part à la conquête du monde,.

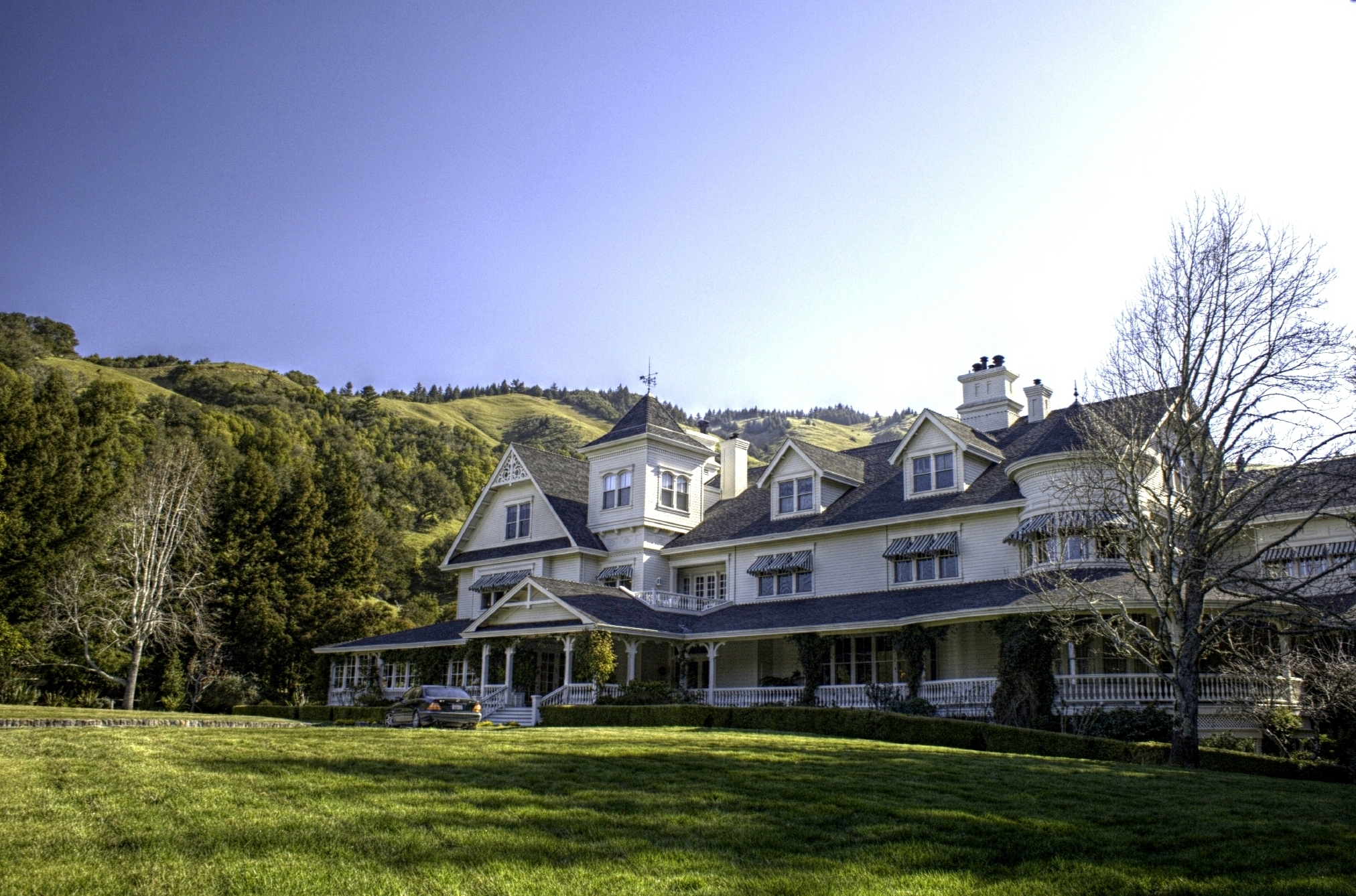
Le bâtiment principal du Skywalker Ranch a inspiré le design de la maison des Edison.

Devant l'impossibilité de déjouer les plans du Tentacule Pourpre, le docteur Fred décide d'utiliser sa machine temporelle pour envoyer Bernard, Laverne et Hoagie couper la machine qui déverse les rejets toxiques avant que le Tentacule Pourpre ne les boive. La machine temporelle souffre cependant d'un défaut de conception : le docteur Fred a utilisé un faux diamant pour l'alimenter et celle-ci envoie les trois amis à trois époques différentes. Laverne se retrouve ainsi 200 ans dans le futur, dans un monde dominé par le Tentacule Pourpre, alors qu'Hoagie est envoyé 200 ans dans le passé à l'époque où les Pères fondateurs écrivaient la Constitution des États-Unis. De son côté, Bernard reste dans le présent et Fred Edison lui demande de trouver un vrai diamant pour faire fonctionner la machine temporelle pendant que Laverne et Hoagie cherchent un moyen d'alimenter les capsules temporelles dans lesquelles ils ont voyagé. Pour pallier l'absence d’électricité, Hoagie se fait aider par Benjamin Franklin et par l'ancêtre de Fred Edison, Red Edison, pour concevoir une batterie qui lui permet d’alimenter sa capsule. Pendant ce temps, Laverne parvient à échapper aux Tentacules qui dominent le monde et utilise une rallonge pour relier sa capsule au réseau électrique. Au cours de leurs quêtes respectives, les trois amis s'envoient des objets via leurs capsules temporelles et modifient l'histoire pour s'entraider,.
Finalement, Bernard parvient à acquérir un diamant grâce aux royalties acquises par la famille Edison pour le jeu Maniac Mansion, ce qui permet à ses deux amis de revenir dans le présent. Le Tentacule Pourpre arrive alors et vole une capsule temporelle pour revenir le jour d'avant et les empêcher de couper la machine qui déverse les produits toxiques. Il est suivi par le Tentacule Vert qui vole une deuxième capsule temporelle. Bernard, Hoagie et Laverne utilisent alors la dernière capsule temporelle pour les poursuivre. En arrivant à destination, le trio découvre que leurs corps ont fusionné, les transformant en un monstre à trois têtes. Pendant ce temps, le Tentacule Pourpre a utilisé la machine pour ramener une infinité de version de lui-même venant du futur afin d’empêcher les trois héros de désactiver la machine à déchets toxiques. Le trio parvient néanmoins à vaincre les Tentacules Pourpres et à arrêter la machine, empêchant les événements d'avoir lieu. Après être revenu au présent, le docteur Edison découvre qu'ils n'ont pas fusionné en monstre mais qu'ils sont simplement coincés dans les mêmes vêtements. Le jeu se termine alors et son générique défile devant un drapeau américain en forme de tentacule, résultant d'une modification du passé effectuée au cours du jeu.

## Système de jeu
Comme son prédécesseur Maniac Mansion, Day of the Tentacle est un jeu d'aventure en deux dimensions de type pointer-et-cliquer. Le joueur dirige un personnage dans les environnements du jeu en cliquant avec une souris d'ordinateur. Pour interagir avec son environnement, le joueur doit utiliser sa souris pour sélectionner une des neuf commandes disponibles (comme « utiliser » ou « parler à »), puis cliquer sur l'objet ou le personnage sur lequel il souhaite effectuer l'action. C'est le dernier jeu basé sur le moteur Script Creation Utility for Maniac Mansion dans lequel les commandes et l'inventaire sont affichés en bas de l'écran, les suivants — comme Sam and Max Hit the Road — bénéficiant d'une nouvelle interface qui permet de sélectionner les actions à l'aide d'un menu déroulant et d'un inventaire séparé,.
Day of the Tentacle utilise les voyages dans le temps comme principaux ressorts de son intrigue. En effet, au début du jeu, les trois protagonistes se retrouvent à trois époques différentes à cause d'une machine temporelle défectueuse. Après avoir complété une première série d'énigmes, le joueur peut à tout moment changer de personnage et ainsi interagir avec l'environnement du jeu à trois périodes différentes. Les objets peuvent être directement échangés entre les personnages grâce aux toilettes des capsules temporelles ou en étant simplement laissés à un endroit, un personnage situé dans le futur pouvant alors le récupérer. Les actions effectuées à une époque influencent le futur et de nombreuses énigmes du jeu sont basés sur l’altération du futur. L'une d'elles demande par exemple au joueur d’envoyer la fiche médicale d’un tentacule dans le passé et de l’utiliser pour faire modifier le drapeau américain qui peut alors être utilisé dans le futur pour se déguiser en tentacule.
Considérant qu’un joueur ne doit pas être puni pour avoir exploré le jeu, les développeurs de LucasArts tentent dès Maniac Mansion de limiter les situations pouvant aboutir à un « cul-de-sac » ou à la mort subite du héros. Ainsi, même si le héros peut être tué, le joueur est au préalable prévenu et la mort peut être évitée. Dans les titres suivants, les concepteurs vont plus loin en rendant la mort du personnage principal quasiment impossible. Ces principes sont appliqués dans Day of the Tentacle et les personnages ne peuvent donc ni être bloqués, ni être tués.
Par l’intermédiaire d’un ordinateur présent dans le jeu, le joueur peut accéder à une version complète de Maniac Mansion.

## Développement

### Équipe de développement

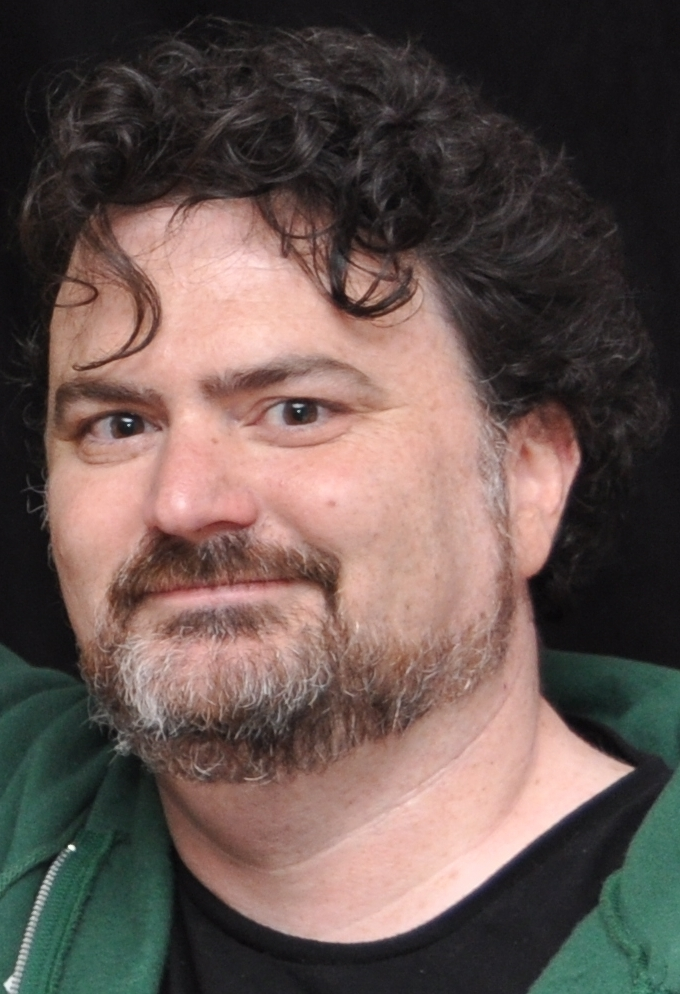
Tim Schafer, un des concepteurs du jeu.

À la suite d'une série de succès dans le domaine des jeux d’aventure, LucasArts propose à Dave Grossman et à Tim Schafer de superviser le développement d’un nouveau jeu. Le studio considère en effet que, grâce à l’expérience acquise auprès de Ron Gilbert sur le développement des premiers Monkey Island, les deux développeurs sont maintenant capables d’encadrer une équipe et de mener à bien un projet. Trouvant l’humour de Grossman et Schafer adapté à celui de Maniac Mansion, la société leur propose d’en développer la suite, proposition qu’ils s’empressent d’accepter. Dans un premier temps, ils sont aidés par Ron Gilbert et Gary Winnick, les créateurs de Maniac Mansion, pour l’écriture du scénario et la définition du planning de développement,. Le budget total du développement s’élève à environ 600 000 USD.
- Conception : Dave Grossman et Tim Schafer
- Scénario : Dave Grossman, Tim Schafer, Ron Gilbert et Gary Winnick
- Programmation : Dave Grossman, Jonathan Ackley, Ron Baldwin, Judith Lucero et Gwen Musengwa
- Direction artistique : Larry Ahern (personnages), Peter Chan (décors)
- Musique : Clint Bajakian, Peter McConnell et Michael Land
- Direction du doublage : Tamlynn Barra

### Conception

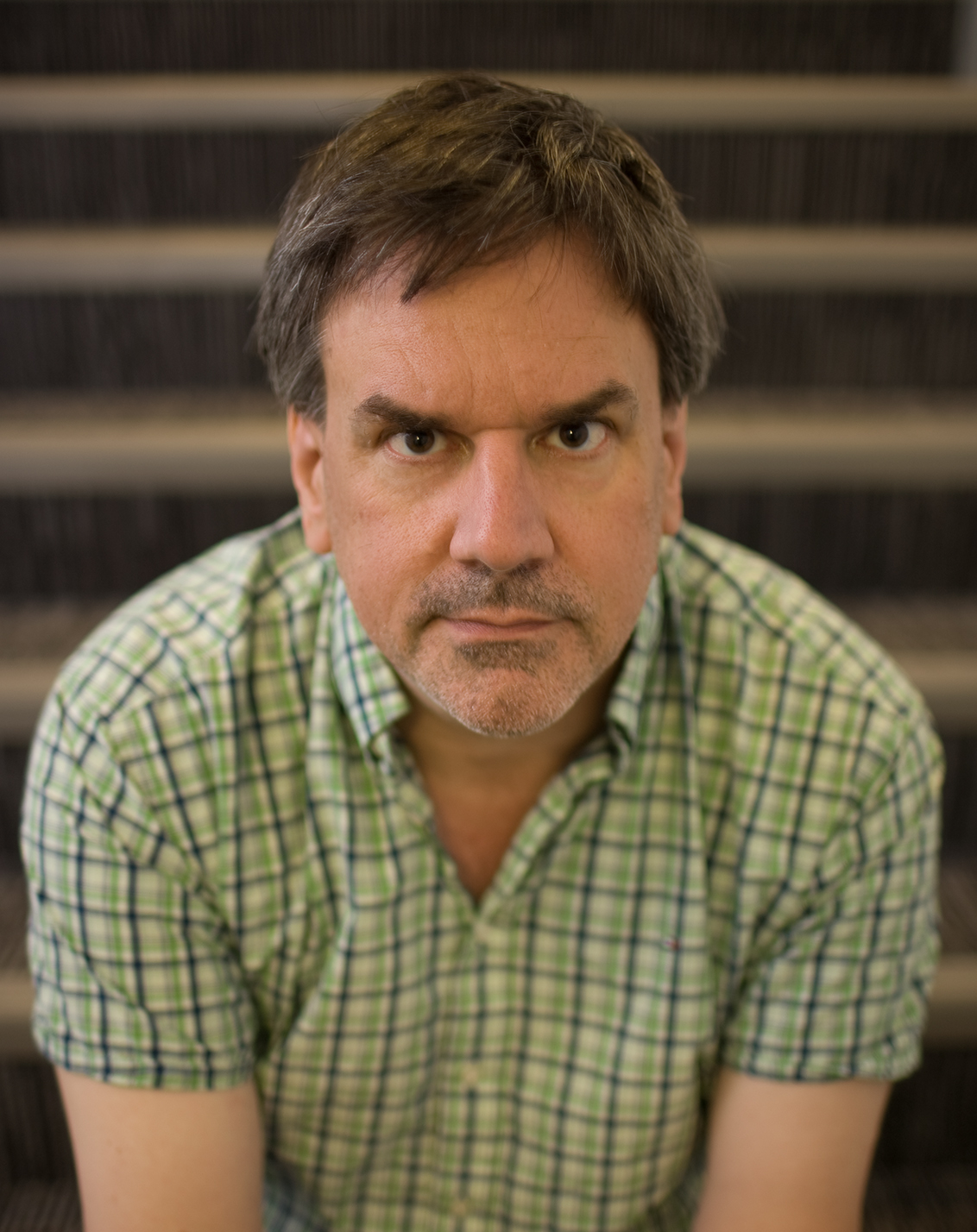
Le concept des voyages dans le temps est imaginé par Ron Gilbert.

En écrivant le scénario, les quatre concepteurs imaginent plusieurs possibilités avant de tomber d’accord sur l’idée des voyages dans le temps, proposée par Gilbert, qu’ils jugent intéressante. Grossman et Schafer décident de reprendre les personnages du premier épisode qu’ils pensent être les plus amusants. Ils choisissent ainsi de garder la famille Edison, qu’ils considèrent comme « essentielle », et le personnage de Bernard à cause de son côté nerd. Les deux autres protagonistes du jeu, Laverne et Hoagie, sont inspirés de l’ex-petite amie mexicaine de Grossman et d’un fan de Megadeth rencontré par Schafer. Grossman et Schafer envisagent au départ d’utiliser un système de sélection des personnages similaire à celui de Maniac Mansion mais ils décident finalement d’abandonner l’idée, qui d’après eux n’apporte pas grand-chose au gameplay, pour simplifier le développement et réduire les coûts de production. Pour les mêmes raisons, trois personnages jouables disparaissent en cours de développement, dont Razor, une musicienne déjà présente dans Maniac Mansion, Chester, un poète noir de la beat generation, et une hippie nommée Moonglow. L’idée de Chester est cependant réutilisée pour la création des deux jumeaux de la famille Edison. D’après les développeurs, le nombre réduit de personnages a permis de réduire la sollicitation du moteur de jeu en termes de scripting et d’animation. L’ensemble de l’équipe collabore à la conception des personnages. Ils commencent ainsi par discuter de leur personnalité puis Larry Ahern dessine leur apparence, à partir de laquelle de nouvelles idées sont proposées. Pour la conception artistique, les développeurs s’inspirent notamment du travail de Tex Avery et de Chuck Jones sur les cartoons des Looney Tunes comme Le Clapier de Séville, Quel opéra, docteur ? et Duck Dodgers au XXIVe siècle et des poussières. Lors d’une visite du studio, Chuck Jones rencontre d’ailleurs les artistes du projet à qui il donne quelques conseils et qu’il tente de débaucher. Les concepteurs citent également l’influence des cartoons Bip Bip et Coyote et Pépé le putois dont un gag récurrent, celui où une rayure de peinture blanche transforme la chatte Pénélope en putois, a inspiré une des énigmes du jeu. Les énigmes liées à l’histoire des États-Unis sont conçues à partir des souvenirs qu’ont les développeurs de leurs études. Pour certains éléments, Grossman a cependant conduit des recherches plus poussées afin de garantir une certaine précision historique,.
Grossman et Schafer organisent régulièrement des brainstormings afin de réfléchir aux différentes énigmes du jeu. Sur ce sujet, ils collaborent également avec les autres membres de l’équipe ainsi qu’avec d’autres employés de LucasArts,. Ils organisent par exemple une soirée pizza, à laquelle sont conviés tous les employés du studio et leurs enfants, afin de tester le jeu et de vérifier qu'il est amusant. À la fin de celle-ci, ils leur demandent notamment d'identifier ce qu'ils ont trouvé drôle et si les énigmes sont trop faciles ou trop difficiles.

### Graphismes
Lorsque LucasArts développe Maniac Mansion, leur technologie n’est pas suffisamment avancée pour créer des animations sophistiquées et donc rendre leurs personnages intéressants, notamment dans leur façon de parler ou de marcher. Lorsqu’un personnage parle, les seules animations possibles sont ainsi le basculement d’avant en arrière de sa tête et sa bouche qui s’ouvre et se ferme. Dans les premiers Monkey Island, les dialogues gagnent en profondeur et les attitudes des personnages sont plus réalistes. Day of the Tentacles constitue pour le studio une nouvelle étape dans ce domaine. Ainsi, la tête des personnages peut bouger de multiples façons et les développeurs sont capables de reproduire toutes les expressions faciales et corporelles, même si cela se fait de manière caricaturale. Pour créer les animations, ils ont d’abord réalisé sur papier des planches de personnage, comme pour un dessin-animé, qui décomposent tous leurs mouvements. Comme ils sont dans l’optique de réaliser un cartoon interactif, les artistes peuvent rendre les personnages un peu irréalistes et ils exagèrent leurs expressions et leurs gestes, ce qu’ils ne pouvaient pas faire dans Indiana Jones et le mystère de l'Atlantide qui se veut plus sérieux. Bernard marche et parle ainsi comme un benêt, Hoagie est comme un éléphant dans un magasin de porcelaine et Laverne bouge de manière excentrique, comme si elle pouvait faire quelque chose de dangereux à tout moment. Les personnages sont également plus grands et plus simples que dans Monkey Island ou Indiana Jones, où ils ont beaucoup d’ombrages et de couleurs, ce qui permet de bien distinguer leurs expressions et d’avoir une certaine flexibilité pour créer les animations,. Au total, une année est nécessaire aux artistes de l'équipe de Larry Ahern pour créer l’ensemble des animations du jeu.
Une fois que les concepteurs ont une idée précise du scénario, des énigmes, des dialogues et de l'endroit où les personnages se tiennent, ils réalisent un storyboard à partir des premiers croquis des décors réalisés par Peter Chan. Ce dernier affine ensuite les dessins, puis les confronte aux animations des personnages pour vérifier qu'ils passent bien les portes et qu'ils peuvent atteindre les objets. Les concepteurs décident alors des décors à conserver et ils sont mis en couleur. Afin que le jeu ressemble à un dessin animé et donc que les graphismes ne ressemblent pas trop à des images digitalisées, la mise en couleur n'est que partiellement manuelle, le reste étant réalisé directement sur l'ordinateur,. Chaque décor a nécessité deux jours de travail.

### Script
Day of the Tentacle utilise le moteur de jeu Script Creation Utility for Maniac Mansion initialement créé pour Maniac Mansion et qui est depuis peu à peu amélioré par les développeurs de LucasArts. Le nombre de commandes verbales a par exemple été réduit afin de simplifier l’interface graphique, et les objets de l’inventaire apparaissent sous forme d’icône plutôt que sous forme de texte. D’après Grossman, l’écriture du script est un des aspects les plus simples du développement. Il précise cependant avoir eu des difficultés à programmer en présence des autres membres de l’équipe et qu’il s’est donc consacré à cette tâche le soir, lorsque moins de monde est présent au bureau,.

### Doublage et effets sonores
Day of the Tentacle est le premier jeu développé par LucasArts à inclure un doublage réalisé par des acteurs. Cet aspect du jeu est géré par Tamlynn Barra. Grossman et Schafer lui ont d’abord expliqué comment ils imaginent les voix des différents personnages et celle-ci conduit alors des auditions avec des acteurs qui remplissent ces critères. Elle présente ensuite les meilleures auditions au duo. La sœur de Schafer, Ginny, participe à ces auditions et est choisie pour doubler le personnage d’Edna. Pour le personnage de Bernard, Grossman et Schafer ont des difficultés à trouver une voix qui correspond à leurs critères,. Pour simplifier la recherche d’un doubleur, Grossman explique alors que le personnage doit parler comme Les Nessman du show télévisé WKRP in Cincinnati. Barra connaissant l’agent de l’acteur qui joue ce personnage, Richard Sanders, elle le recrute pour le projet,. Parmi les acteurs recrutés pour le doublage se trouvent Denny Delk et Nick Jameson qui double chacun cinq personnages du jeu. L’enregistrement des dialogues se déroule au studio 222 à Hollywood. Barra dirige les acteurs séparément depuis une cabine de production. Elle explique notamment aux doubleurs le contexte de chaque passage et leur décrit les aspects du jeu correspondant.
Pour les effets sonores, les développeurs se procurent des bruitages, auprès d'une maison de production de dessins animés, qu'ils intègrent autant que possible au jeu.

### Bande originale
La bande originale du jeu est composée par Clint Bajakian, Peter McConnell et Michael Land et utilise le système iMuse. Comme pour Monkey Island 2 et Indiana Jones 4, les trois musiciens se partagent le travail équitablement. Peter a ainsi composé la musique des scènes qui se déroulent dans le présent et le thème du docteur Fred Edison, Michael a composé la musique qui correspond au futur et Clint celle du passé. Grossman et Schafer souhaitent que la musique du jeu rappelle les films Pee-Wee Big Adventure et Big Top Pee-Wee. Pour coller à l’aspect cartoon du jeu, les trois compositeurs s’inspirent également de l’utilisation, dans les Looney Tunes, de parodies de classiques de la musique. Ils créent aussi des thèmes spécifiques pour chaque personnage important. La plupart des thèmes musicaux sont écrits en tenant compte de la faible puissance de calcul des ordinateurs de l'époque. Des thèmes répétitifs sont ainsi joués lors de scènes de transitions, lors desquelles l’écran défile, la musique devenant plus complexe lorsque l’écran est fixe. Outre leurs propres compositions, les trois musiciens utilisent de courts extraits musicaux qui collent à l’ambiance du jeu. Ainsi, l’humour visuel de la scène cinématique qui montre Hoagie surfant sur sa machine à remonter le temps est enrichi sur le plan auditif par le morceau Wipe Out du groupe de surf rock The Surfaris. Lorsqu’Hoagie s’approche de la maison des Edisons dans les années 1770, le joueur peut entendre un extrait de The Battle Hymn of the Republic qui s’arrête brusquement à la septième note, indiquant ainsi que les pères fondateurs qui se trouvent dans la maison sont en train de rédiger la constitution qui est, comme la musique, inachevée. Sa rencontre avec Benjamin Franklin est précédée d’une version martiale de Yankee Doodle, adaptée par l’utilisation de percussions et d’une flûte piccolo, destinée à amplifier l’excitation liée à la fabrication de sa machine expérimentale. Pour coller à l’ambiance des scènes qui se déroulent dans le passé, les compositeurs utilisent également de nombreux extraits de musique classique, comme la sonate pour piano no 16 de Mozart. Dans le futur, lorsque Laverne découvre la capsule enterrée par Thomas Jefferson en 1770, le joueur peut entendre l’hymne God Save the Queen qui rappelle la musique des scènes liées à Hoagie, permettant de faire le lien entre le passé et le futur comme le fait la capsule. Lorsqu’elle découvre la momie de Ted Edison, celui-ci écoute du funk, ce qui souligne son caractère démodé, que ce soit en 1770 ou 400 ans plus tard.

## Versions
Publié en juin 1993 par LucasArts, Day of the Tentacle est un des premiers jeux vidéo à sortir non seulement sur disquettes mais aussi sur CD-ROM. La version sur disquette est créée pour permettre aux joueurs qui ne disposent pas encore de lecteur de CD-ROM de jouer. La différence de capacité entre les deux formats oblige cependant Grossman à supprimer certains éléments du jeu, comme le doublage, afin qu’il tienne sur six disquettes. En 2003, LucasArts réédite ses plus grands succès dont Day of the Tentacle dans une compilation. Pour cela, le studio a recours à l'émulateur ScummVM, développé indépendamment, pour faire fonctionner ses anciens jeux vidéo sur des systèmes d'exploitation actuels.

### Special Edition
D’après le site Kotaku, LucasArts Singapour développe une version remasterisée de Day of the Tentacle jusqu’à la vente du studio à Disney en 2012. Cette dernière n’a jamais été confirmée mais une source proche du projet affirme que le jeu est à 80 % terminé lorsqu’il est annulé dans les jours précédant la fermeture de LucasArts.

### Remastered
Après avoir obtenu les droits de Grim Fandango, le studio Double Fine Productions de Tim Schafer en développe une version remastérisée qui sort en janvier 2015. Au départ, l’équipe de développement ne prévoit pas de faire de même avec d’autres jeux d’aventure LucasArts mais les retours très positifs qui suivent la sortie de cette première adaptation les convainquent de continuer sur leur lancée. Ils décident donc de développer une nouvelle version de Day of the Tentacle. Récupérer les droits du jeu se révèle compliqué mais Tim Schafer bénéficie de l'aide de plusieurs de ses interlocuteurs dans ce dossier qui sont d'anciens fans du jeu. Pour l'aspect visuel du jeu, ils conservent les graphismes en deux dimensions, inspirés des cartoons, du jeu original mais ils les redessinent en haute définition afin de les adapter aux ordinateurs modernes. L'adaptation de l'aspect des personnages est supervisée par Yujin Keim mais Larry Ahern et Peter Chan sont également consultés sur ce sujet. Pour cela, ils repartent des croquis des personnages originaux qu'ils retravaillent afin de les adapter aux systèmes graphiques modernes. Les décors en haute résolution sont créés par Matt Hanson. Comme pour la version remastérisée de Grim Fandango, ils ajoutent une nouvelle option qui permet à tout moment de basculer entre les visuels d'origine et ceux en haute définition. Ils simplifient également l'interface graphique, en s'inspirant du système utilisé dans Broken Age, mais laissent au joueur l'option d'utiliser l'ancienne interface. La bande originale du jeu est remastérisé au format MIDI, adapté au système iMUSE. Les développeurs ajoutent également une option qui permet d’écouter les commentaires des créateurs de la version originelle, dont Schafer, Grossman, Chan, McConnell, Ahern et Bajakian. Enfin, comme le jeu original, la nouvelle version inclut la version complète du jeu Maniac Mansion, celui-ci n’ayant en revanche reçu aucune amélioration graphique.
Le jeu, baptisé  Day of the Tentacle Remastered, est annoncé lors de la PlayStation Experience de 2014 et est publiée le 22 mars 2016 sur PlayStation 4, PlayStation Vita, Microsoft Windows, Apple macOS, et Linux,,. Tim Schafer a depuis exprimé son intérêt pour continuer de remastériser d’autres jeux d’aventure LucasArts, une nouvelle version de Full Throttle étant déjà en cours de développement et d’autres titres devant suivre. 2 Player Productions, qui a travaillé avec Double Fine Productions afin de documenter leur processus de développement, a également créé un mini-documentaire sur la création de Day of the Tentacle Remastered qui inclut notamment une visite au Skywalker Ranch où les jeux LucasArts ont initialement été développés et où sont archivés la plupart des documents liés à leur développement.

## Accueil

### Version originale

#### Ventes
À sa sortie, Day of the Tentacle connait un succès commercial modéré avec environ 80 000 copies vendues.

#### Critiques de la presse spécialisée
| Day of the Tentacle      |      |       |
| Média                    | Nat. | Notes |
| Computer and Video Games | US   | 95 %  |
| Dragon Magazine          | US   | 4/5   |
| Gen4                     | FR   | 94 %  |
| Joystick                 | FR   | 89 %  |
| PC Review                | FR   | 9/10  |
| Tilt                     | FR   | 93 %  |
| Rétrospectives           |      |       |
| Adventure Classic Gaming | US   | 5/5   |
| Adventure Gamers         | US   | 5/5   |

À sa sortie en 1993, Day of the Tentacle est unanimement salué par la presse spécialisée qui souligne en particulier sa réalisation et son humour. Techniquement, le jeu est en effet décrit comme « une pure merveille » doté de graphismes et d’animations « hors du commun »,. Ces dernières sont particulièrement encensées par les critiques qui les jugent « délirantes » et « époustouflantes » et qui les considèrent digne des dessins animés de Tex Avery,. Les décors ne sont pas en reste et sont par exemple décrits comme de « véritables œuvres d’art doté d’un style unique » par le magazine Tilt. Le constat est identique au sujet de la scène cinématique d’introduction que le journaliste du magazine Joystick compare à un dessin animé de Tex Avery ou des Looney Tunes en soulignant sa remarquable fluidité. La presse fait également l’éloge de la bande originale et des effets sonores du jeu qui sont jugés « excellents » et « extraordinaires » par, respectivement, les magazines Gen4 et Dragon,. Bien qu’il juge que les thèmes du jeu ne soient pas aussi mémorables que ceux de Monkey Island 2: LeChuck's Revenge, l’auteur du test publié dans Joystick partage cet avis et décrit la bande son comme étant « formidable ». De son côté, la critique du magazine Tilt note que la musique colle parfaitement à l’ambiance délirante du jeu. La qualité du doublage est également mise en avant, notamment par le journaliste du magazine Computer Gaming World qui considère que les voix de la version originale rendrait fier l’acteur Mel Blanc qui doublait les personnages créés par Tex Avery. Dans ce domaine, la version française n’est pas en reste puisque les critiques considèrent que la traduction est remarquable et qu’elle respecte le style humoristique des dialogues et des blagues,.
L’humour est considéré comme le point fort de Day of the Tentacle par la plupart des critiques. Ces dernières mettent systématiquement en avant ses points communs avec les cartoons, comme ceux de Tex Avery ou des Looney Toons, que ce soit en matière d’humour, de graphisme, d’animation, de bande son ou de cadrage,. Pour la plupart des journalistes, tout dans le jeu est prévu pour faire rire et le résultat est « drôle » voir « hilarant »,. Dans ce domaine, l’auteur du test de Joystick met notamment en avant ses dialogues qu’il juge aussi drôle que ceux de Monkey Island 2. En matière de gameplay, la presse met généralement en avant la qualité de son interface graphique. Les critiques jugent en effet qu’elle ne pose aucun problème et qu’elle est d’une grande souplesse,. Outre l’interface, le magazine Computer Gaming World salue la disparition des « culs-de-sac » et de la mort des personnages. De son côté, le journaliste de Joystick souligne l’intérêt de contrôler trois personnages différents en parallèle et apprécie qu’il soit possible de jouer à Maniac Mansion dans le jeu. Le seul défaut relevé par les critiques concerne sa durée de vie relativement limitée, même si certaines jugent que ses énigmes sont suffisamment difficiles pour tenir le joueur en haleine pendant un bon moment,.
Globalement, les critiques de la presse spécialisée s’accordent à dire qu’il est l’un des meilleurs jeux du genre. Le journaliste de Joystick juge notamment qu’avec Day of the Tentacle, « LucasArts a réussi un tour de force »  et celui de Tilt considère qu’il « relègue Monkey Island 2 au musée des antiquités »,,.

#### Critiques de la presse généraliste
Le jeu reçoit également un accueil positif dans la presse généraliste. Dans The Advocate, le test désigne le jeu comme étant à des années-lumière de l’original et explique que l’amélioration de son interface, de ses effets sonores et de ses graphismes rendent l’expérience du jeu plus amusante. D’après la critique, LucasArts signe ainsi un nouveau jeu de qualité qui réussit à améliorer le plaisir de jeu tout en réduisant les connaissances techniques nécessaires pour le faire tourner. Dans le Boston Herald, Geoff Smith note que la qualité de l'animation des personnages est digne de celle des dessins animés et accueille de manière positive la disparition des « culs-de-sac » du scénario et de la mort des personnages. Dans le journal The Blade, les graphismes du jeu sont décrits comme réussis et sont comparés à ceux de la série de dessin animé Ren et Stimpy. Comme dans beaucoup d'autres critiques, l'humour, les effets sonores et la musique du jeu sont mis en avant et sont décrits comme « hilarants ». L'auteur de l'article juge notamment la performance de Richard Sanders comme étant le point fort du doublage et conclut que Day of the Tentacle est « un bon jeu d'aventure doublé d'un cartoon rigolo ». Le journaliste du New Straits Times décrit lui aussi le jeu comme étant « très marrant ». Il note cependant que les énigmes du jeu ne reposent sur aucune logique mais considère tout de même Day of the Tentacle comme le jeu comique de l'année. Le journaliste du The Jerusalem Post décrit le jeu comme un des plus marrants et amusants auquel il ait joué et note que celui-ci semble être mieux fini que The Secret of Monkey Island ou Monkey Island 2: LeChuck's Revenge. Il regrette néanmoins qu'une configuration puissante, incluant notamment une carte Sound Blaster, soit nécessaire pour profiter pleinement du jeu.

#### Rétrospectives
Rétrospectivement, la presse spécialisée considère Day of the Tentacle comme un classique du jeu d’aventure indispensable pour tous les fans du genre,,. Dans une rétrospective publiée par le site IGN, Travis Fahs note ainsi que si son prédécesseur a donné naissance à un nouveau genre, cette suite en représente l’apothéose, le jeu d’aventure auquel tous les autres souhaitent ressembler. Il considère en effet que le jeu a toutes les qualités — l’humour, le style, le scénario et une interface bien pensée — et qu’il est donc le parfait représentant des jeux d’aventures de l’époque. Ce constat est partagé par Greg Kasavin du site GameSpot qui le considère comme le parfait exemple qui démontre pourquoi le genre était à l’époque aussi populaire. Outre son humour et l’inventivité de ses énigmes, il met en avant ses personnages qui bénéficient d’excellentes animations et d’un doublage exceptionnel qui reste remarquable plus de dix ans après la sortie du jeu. En matière de gameplay, il considère que le jeu inaugure un nouveau genre de jeu d’aventure dans lequel les héros ne peuvent pas mourir. Il note également que Day of the Tentacle est le premier jeu qui permet de jouer, par l’intermédiaire d’un ordinateur présent dans le jeu, à son prédécesseur. Le côté intemporel du jeu est également mis en avant par certaines rétrospective qui expliquent que son style inspiré des cartoons fait que même selon les critères actuels, le jeu garde un aspect soigné,.

#### Récompenses
En 1993, Day of the Tentacle est récompensé à de nombreuses reprises par la presse spécialisée qui le désigne généralement comme le meilleur jeu d’aventure de l’année. C’est notamment le cas du magazine Tilt, qui juge qu’il a tout pour devenir un jeu culte, et du magazine Gen4 qui lui décerne un 4 d’or et le décrit comme le jeu le plus loufoque et délirant de l’histoire du jeu vidéo,. L’année suivante, en 1994, la rédaction du magazine Computer Gaming World le désigne meilleur jeu d’aventure de l’année, à égalité avec Gabriel Knight: The Sins of the Fathers.
Depuis, il apparaît régulièrement dans des listes des meilleurs jeux vidéo de tous les temps publiées par la presse spécialisée. En 1996, le magazine Computer Gaming World l’introduit ainsi dans son temple de la renommée et le classe à la 34e position de son classement en expliquant que celui-ci a ridiculisé son prédécesseur grâce à la qualité de ses séquences animées, à son scénario et à son doublage,. En 2004, le site Adventure Gamers le place à la tête de son classement des vingt meilleurs jeux d’aventure de tous les temps en expliquant que celui-ci est « parfait » et que la rédaction n’a pas hésité avant de lui donner la première place. Le jeu apparaît également à plusieurs reprises dans le classement publié chaque année par le site IGN dans lequel il se place à la 60e place en 2005 et à la 84e en 2007,. Le même site l’inclut aussi dans sa liste des dix meilleurs titres d’aventure développés par LucasArts et considère le méchant du jeu, le Tentacule Pourpre, comme un des cent meilleurs méchants de l'histoire du jeu vidéo. En 2008, le magazine PC Gamer le classe également à la 30e position de son classement des meilleurs jeux de tous les temps. Dans un nouveau classement publié en 2011, le site Adventure Gamers le place en sixième position de sa liste des cent meilleurs jeux d’aventure.

### Version remastérisée
| Remastered            |      |        |
| Média                 | Nat. | Notes  |
| Adventure Gamers      | US   | 5/5    |
| Game Informer         | US   | 82.5 % |
| Gamekult              | FR   | 9/10   |
| Le Monde              | FR   | 7/8    |
| IGN                   | US   | 88 %   |
| Polygon               | US   | 7/10   |
| US Gamer              | US   | 5/5    |
| Compilations de notes |      |        |
| Metacritic            | US   | 87 %   |
| GameRankings          | US   | 86 %   |

La version remastérisée du jeu est très bien reçue par la presse spécialisée qui  met en avant les points forts du jeu original — comme son humour, son scénario et ses énigmes — mais aussi la qualité de la réalisation de cette nouvelle version. Les critiques jugent en effet que les nouveaux graphismes sont très beaux et qu’ils conservent le style visuel qui fait le charme de son modèle,,. Le test du site US Gamer souligne également les nouvelles options graphiques de cette version qui permettent de choisir le format d’écran et de basculer entre les visuels modernes et ceux du jeu original. Le journaliste du site Eurogamer note cependant que le passage à la haute définition ne se fait pas sans heurts puisque certains défauts graphiques du jeu original, comme le faible nombre d’images par seconde des animations, deviennent ainsi plus visibles. La presse fait également l’éloge du travail réalisé par les développeurs sur les musiques du jeu qui sont jugées « parfaitement remastérisées » et dont la qualité sonore est en phase avec les jeux récents,. Au niveau du gameplay, les testeurs mettent en avant les modifications apportées à l’interface du jeu qui, d’après le site Polygon, rend le jeu encore plus facile à prendre en main. La critique du journal Le Monde note que cette nouvelle interface permet de jouer avec une manette de jeu mais juge le résultat « déconcertant ». Le journaliste du site IGN regrette de son côté l’absence d’un système d’indices similaire à celui de la version remastérisée de The Secret of Monkey Island. En dehors de sa réalisation, la presse ne note pas de changement majeur et juge que les qualités qui ont fait le succès du jeu original – comme son humour, son scénario et ses énigmes – sont intemporelles et que le jeu reste donc toujours aussi bon dans ces domaines,. Les critiques considèrent donc la version remastérisée comme une adaptation réussie, malgré quelques défauts, et la conseillent donc aussi bien aux débutants qu’aux fans du genre,.

## Postérité
De nombreux éléments de Day of the Tentacle apparaissent dans la culture populaire. Les Tentacules Pourpre et Vert du jeu ont ainsi inspiré de nombreux fan art et cosplay et des fans ont créé un webcomic, baptisé The Day After the Day of the Tentacle, qui utilise les graphismes du jeu,. Dans le jeu Zombies Ate My Neighbors, publié par LucasArts en 1993, un niveau est consacré à Day of the Tentacle. À l’époque, les deux équipes de développement partagent en effet des bureaux et les développeurs du jeu décident d’inclure cet hommage après avoir fréquemment observé les artworks dessinés par leurs voisins. En décrivant ce qu’il considère comme le « moment le plus gratifiant » de sa carrière, Dave Grossman déclare en 2010 que les dialogues sous-titrés du jeu ont aidé un enfant handicapé à apprendre à lire. Dan Connors, le CEO de Telltale Games, évoque en 2009 la possibilité d’une suite publiée sous forme épisodique mais conditionne son développement au succès commercial de Tales of Monkey Island qui sort cette année-là.